# Караскевич-Ющенко, Стефания Стефановна
Стефания (Стефанида) Стефановна Караскевич-Ющенко (урождённая Караскевич; 1863—1918) — прозаик. Жена психиатра А. И. Ющенко.

## Биография
Внебрачная дочь акушерки (носила фамилию матери); отец — дворянин. По окончании курской Мариинской женской гимназии (1879) два года работала учительицей в частном училище. Готовилась nоступить на Женские врачебные (акушерские) курсы при Военно-медицинской академии; в связи с их
закрытием поступила (1882) на историко-филологический факультет Высших женских курсов в Петербурге, которые окончила в 1887 году.
Первая публикация — поэма «Мученики», посвящённую первым христианам (1883). Последующие повести: «Святая Евфросинья, княжна Полоцкая» (1888), «Святая Янка-княжна» (1915). В годы учёбы познакомилась с семьей художника Н. А. Ярошенко (которому позже позировала для картины «Всюду жизнь»), посещала его «субботы», где сблизилась с литераторами и художниками-передвижниками. В воспоминаниях об этом времени «Семья Ярошенок» (1915) рассказала о В. М. Гаршине, Н. К. Михайловском, Г. Г. Мясоедове, П. С. Соловьёвой, А. И. Эртеле. Началом своей литературной деятельности Караскевич считала 1888 год, когда она стала регулярно сотрудничать в журнале «Родник» (рассказ «Васька»), «Живописное обозрение» (повесть «Первая картина», стихи), «Читальня народной школы» (повесть «Великий князь Дмитрий Иванович Донской»). Начав преимущественно как детская писательница, разрабатывающая историко-биографический жанр, Караскевич писала для детей и впоследствии: повесть «Руа-Тара» (1907), «На краю стеnи» (1910). Повести и рассказы из гимназической жизни, например, повесть «Квартира» (1904), отмечены хорошим знанием детской психологии.
Вышла замуж за психиатра Александра Ющенко, у супругов было несколько детей. Сын Михаил умер на фронте во время Первой Мировой войны. Стефания Степановна сильно переживала потерю и покончила с собой, бросившись под поезд. Перед гибелью она сама выбрала новую жену для мужа, о чём сообщила ему в письме. Впоследствии Александр Ющенко и действительно женился на той женщине.